# Gilia interior
Gilia interior là một loài thực vật có hoa trong họ Polemoniaceae. Loài này được (H.Mason & A.D.Grant) A.D.Grant mô tả khoa học đầu tiên năm 1959.